# Leucania pseudargyria
Leucania pseudargyria là một loài bướm đêm trong họ Noctuidae.